# Médicalisation de la sexualité
La médicalisation de la sexualité désigne l'existence et l'expansion de l'autorité médicale sur les expériences et les sensations sexuelles. La médicalisation de la sexualité est alimentée par l'industrie pharmaceutique, ainsi que par la psychiatrie, la psychologie (en particulier la psychologie évolutionniste) et les sciences biomédicales de manière plus générale,.
La médicalisation se définit comme un processus consistant à conceptualiser, définir et traiter des problèmes non médicaux en tant que problèmes médicaux. L'activité sexuelle humaine est influencée par divers facteurs, tels que les normes sociales, l'identité sexuelle et de genre, ainsi que les dynamiques relationnelles. La sexualité désigne la manière dont les gens vivent et s'expriment sexuellement. De nombreuses études en psychologie et en psychiatrie se sont penchées sur les facteurs influençant la sexualité humaine, assumant souvent un rôle de régulation ou de contrôle, tant dans la stigmatisation de certains comportements que dans le « façonnage des maladies ». La médicalisation de la sexualité a également servi les intérêts de l'industrie pharmaceutique, notamment par le développement de traitements contre la dysfonction érectile et la dysfonction sexuelle féminine. Par ailleurs, elle joue un rôle important dans le contrôle social, la surveillance de masse et la régulation associée au profilage des risques liés aux troubles sexuels médicalisés.
Bien que le financement supplémentaire de l'industrie pharmaceutique soit considéré comme bénéfique pour la recherche médicale et la pratique en sexologie et en physiologie humaine, la médicalisation de la sexualité fait l'objet de critiques importantes, souvent parce qu'elle néglige les facteurs socioculturels au profit d'un objectif lucratif. Historiquement, la médicalisation de la sexualité a aussi servi à justifier les traitements médicaux, la stigmatisation et l'incarcération des personnes gays et lesbiennes (alors désignées sous le terme d'homosexuels), des personnes intersexuées et des personnes transgenres.

## Médicalisation
La médicalisation désigne les processus par lesquels des problèmes initialement non médicaux, tels que des enjeux sociaux ou des phénomènes naturels, sont définis et interprétés sous l'angle médical, en termes de maladie, de trouble ou de pathologie, et associés à des traitements. La médicalisation consiste en un mélange de jargon spécialisé, d'explications et de traitements qui sont privilégiés au détriment du langage et des explications sociales.
On pense que le concept de médicalisation a commencé avec la philosophie des Lumières vers la fin du XVIIIe siècle, l'un des premiers développements de la pathologisation dans la société occidentale, y compris, mais sans s'y limiter, celle de la sexualité,. Les trois caractéristiques de la médicalisation sont le dualisme corps-esprit, l’individualisme et le naturalisme. La médicalisation a été associée à l'humanisation de certains domaines de déviance sociale, tels que l'intoxication alcoolique, la folie et la rébellion, qui étaient auparavant uniquement sujets à la cruauté ou à la censure. La médicalisation peut également jouer un rôle dans la légitimation de maladies moins acceptées socialement. Par exemple, la reconnaissance médicale des traumatismes, de l'autisme et de la fatigue chronique a parfois été perçue comme un moyen d'améliorer la qualité de vie. En ce qui concerne les effets nocifs, la médicalisation peut être utilisée comme une forme de contrôle social, et le diagnostic de divers troubles tels que l’infertilité féminine ou la schizophrénie entraîne généralement une stigmatisation sociale.

### Individualisme
L'individualisme dans la médicalisation soutient que, puisque les maladies affectent des individus, des solutions personnalisées sont nécessaires pour les traiter. Dans une description de 1994, il est précisé que « le modèle médical centré sur le corps et limité au corps a été et demeure aujourd'hui le paradigme dominant de nos conceptions professionnelles et philosophiques de la santé ». Cet individualisme est largement appliqué en biomédecine et en psychiatrie, et est parfois présenté comme un frein à l'activisme pour les droits à la sexualité.

### Naturalisme
Le naturalisme, étroitement associé à la psychologie évolutionniste, soutient que la santé humaine, et plus particulièrement la sexualité, est un « produit transhistorique de l'évolution des mammifères » et que cela entraîne des ressemblances importantes dans les sexualités des différentes espèces,. Dans les années 1920, certaines recherches sur la sexualité se concentraient délibérément sur les animaux afin d'éviter le ridicule qu'entraînait le fait de discuter de la sexualité humaine au sein du débat public. Cependant, la majorité des recherches liant le naturalisme à la sexualité humaine ont eu lieu dans les années 1980.

### Termes dérivés
Le terme biomédicalisation a été introduit en 2010 pour décrire un changement majeur dans le processus de médicalisation aux États-Unis, centré sur l'utilisation des technologies pour identifier et surveiller les risques pour la santé des individus et des populations. Le terme néomédicalisation a également été introduit en 2010 pour décrire les initiatives des entreprises visant à commercialiser les risques sanitaires associés aux maladies comme un marché pour de nouveaux médicaments et technologies destinés à gérer ces risques,. Les auteurs originaux de la théorie soutiennent que cette stratégie des sociétés pharmaceutiques reflète le règne du néolibéralisme en tant qu'idéologie politique, mettant l'accent sur l'individualisme et la surveillance, en particulier l'autosurveillance par l'utilisation de produits commercialisés,.
Le terme sexuopharmaceutiques a été employé pour désigner la catégorie de médicaments destinés aux troubles sexuels, tels que le Viagra,. Le terme sexuomédecine a également été proposé comme alternative pour désigner la médicalisation de la sexualité en tant que domaine distinct.

## Histoire

### XVIIIe et XIXe siècles
La tradition qui consiste à représenter la maladie comme une punition pour un péché commis existe dans la culture occidentale depuis au moins le siècle des Lumières, c'est-à-dire le XVIIIe siècle,. La fin du XVIIIe siècle a vu les premières tentatives d' insémination artificielle des femmes à l'aide de seringues, ainsi que l'apparition de nouvelles conceptions culturelles ayant sapé la valeur du plaisir sexuel féminin, considéré comme inutile dans la procréation.
Au XIXe siècle, la conception de la maladie comme punition pour un péché a été médicalisée en reliant des comportements et traits sexuels considérés comme pervers, tels que la masturbation, à une morbidité accrue. Ce lien a été illustré par un symptôme appelé spermatorrhée, inventé par William Acton en 1857, et utilisé à l'époque comme justification médicale du célibat,. La spermatorrhée a ensuite été subdivisée en différentes catégories de symptômes, principalement en fonction de ses effets sur le sperme. À l'époque, le traitement de la spermatorrhée comprenait le cathétérisme, la cautérisation, la circoncision et l'insertion d'aiguilles à travers le périnée jusqu'à la prostate. Au XIXe siècle et au début du XXe siècle, la stigmatisation culturelle entourant la recherche sur la sexualité a rendu ce domaine impopulaire auprès des médecins et dans les publications scientifiques. La première reconnaissance des symptômes décrits dans la spermatorrhée comme un trouble en soi remonte à 1883, sous le nom d'éjaculation précoce.
D'autres chercheurs sur la sexualité aux XIXe et début du XXe siècles comprenaient Havelock Ellis, Edward Carpenter, Marie Stopes et Alfred Kinsey, dont seul Ellis possédait des qualifications médicales. Dans les années 1920 et 1930, des recherches importantes ont été menées pour trouver, sans succès, les causes physiques du dysfonctionnement sexuel.

### 20e siècle
« Les « actes contre nature », d'abord considérés comme des péchés dans un contexte religieux, ont été transformés en crimes ou infractions dans un cadre judiciaire, puis, plus récemment, en maladies à traiter dans un registre médical, avant de sortir du champ de la pathologie pour être reconstruit comme une forme d'identité sociale et de participation à une « communauté ». »

— Alain Giami, Médicalisation de la sexualité et situations trans : évolutions et transformations
L'origine de la version moderne de l'éjaculation précoce, également appelée ejaculatio praecox, est généralement attribuée à Alfred Adler, avant les avancées majeures de la théorie psychanalytique. À l’instar de la spermatorrhée, Adler préconisait fortement le célibat pour les femmes, estimant que cela augmenterait leur satisfaction sexuelle lors des rapports avec pénétration, une théorie qui s’est par la suite révélée infondée.
Jusqu'au milieu du XXe siècle, Sigmund Freud a formulé des théories largement acceptées et rarement remises en question, affirmant que les rapports sexuels avec pénétration constituaient le seul moyen fiable pour les femmes d'atteindre l'orgasme et que l'érection masculine était essentielle à ce processus. Cet impératif coïtal a ensuite été requalifié en trouble médicalement reconnu, non pas pour favoriser la satisfaction des femmes, mais pour accentuer la pression et la pathologisation des hommes, en leur imposant un « moment optimal » pour l'éjaculation,.
La première publication majeure consacrée à la médicalisation systématique de la sexualité fut la première édition du Manuel diagnostique et statistique des troubles mentaux (DSM-1), publiée en 1952. Ce manuel redéfinissait des comportements jusque-là jugés immoraux, tels que la masturbation, le faible désir sexuel et l'homosexualité, en les présentant comme des conditions médicales traitables. Les défauts de caractère ou de moralité étaient désormais décrits comme des maladies. Parmi les traitements mentionnés dans le DSM-1 figuraient l'internement en asile, les traitements hormonaux, la circoncision et la castration,,. Pierre angulaire du développement de la psychiatrie, le DSM a eu une grande influence et a motivé d'importantes recherches eugéniques dans la recherche de causes naturalistes et biologiques des comportements sexuellement déviants, tels que le soi-disant gène gay. Dans les années 1950, l’homosexualité était incontestablement classée parmi les troubles mentaux en psychiatrie. Au début du XXe siècle, le folklore médical affirmait que 90 à 95 % des cas de dysfonction érectile avaient des causes psychologiques. Cependant, dans les années 1980, la recherche a inversé cette perspective en se concentrant sur les causes physiques de la dysfonction sexuelle, un peu comme cela avait été fait dans les années 1920 et 1930. Les causes physiques demeurent l'explication prédominante dans la littérature, surpassant les explications psychologiques, même en 2022. Dans les années 80, les traitements contre la dysfonction érectile comprenaient des implants péniens et des injections intracaverneuses.
L'impuissance masculine, dont le sens est similaire à celui du terme moderne de dysfonction érectile, a été initialement avancée par la découverte de la papavérine dans les années 1980 par l'urologue Ronald Virag. Bien que les deux termes désignent les mêmes symptômes, l'impuissance était perçue comme étant d'origine psychogène, tandis que la dysfonction érectile était attribuée à des causes organiques. L'utilisation de critères diagnostiques médicalisés permet aux cliniciens d'augmenter la prévalence en s'appuyant sur les résultats d'enquêtes et/ou en mesurant la fréquence des cas de faible gravité. Dans un rapport controversé de 1999, il était affirmé que 43 % de toutes les femmes souffraient d'un trouble sexuel,. L'utilisation du modèle biopsychosocial et des « sciences faibles » telles que les sciences sociales pour expliquer le comportement humain a considérablement perdu en popularité dans les années 1960 et 1970, au profit des « sciences dures » comme la biomédecine. Ce phénomène peut être attribué à une combinaison de déréglementation et de facteurs de marché exerçant une pression pour stimuler la croissance économique, dans le contexte politique des États-Unis à l'époque,.

### Viagra
« En 1998, le Viagra a été introduit pour la première fois dans le monde, et il est juste de dire que le monde n'a pas été le même depuis. L'impact de ce médicament a été énorme, non seulement dans le domaine spécifique du traitement de la dysfonction érectile (DE) pour lequel il a été approuvé, mais aussi dans la façon dont nous concevons le sexe et la sexualité, et même dans les relations entre hommes et femmes. »

— Abraham Morgentaler, The Viagra Myth (Le Mythe du Viagra)
Le consensus académique est que le principal médicament ayant contribué à la médicalisation de la sexualité est le sildénafil, commercialisé par Pfizer sous le nom de Viagra, approuvé en 1998. Premier inhibiteur de la phosphodiestérase-5 (voir inhibiteur de la phosphodiestérase), il est devenu un best-seller instantané pour le traitement de la dysfonction érectile et a largement supplanté les traitements par inhibiteurs sélectifs du recaptage de la sérotonine (ISRS) pour les troubles sexuels,. Il s'agirait du médicament le plus vendu de l'histoire, surpassant le produit pharmaceutique le plus courant de l'époque, la fluoxétine, un ISRS vendu sous le nom commercial Prozac,. Le succès économique du Viagra a motivé la recherche de produits similaires.

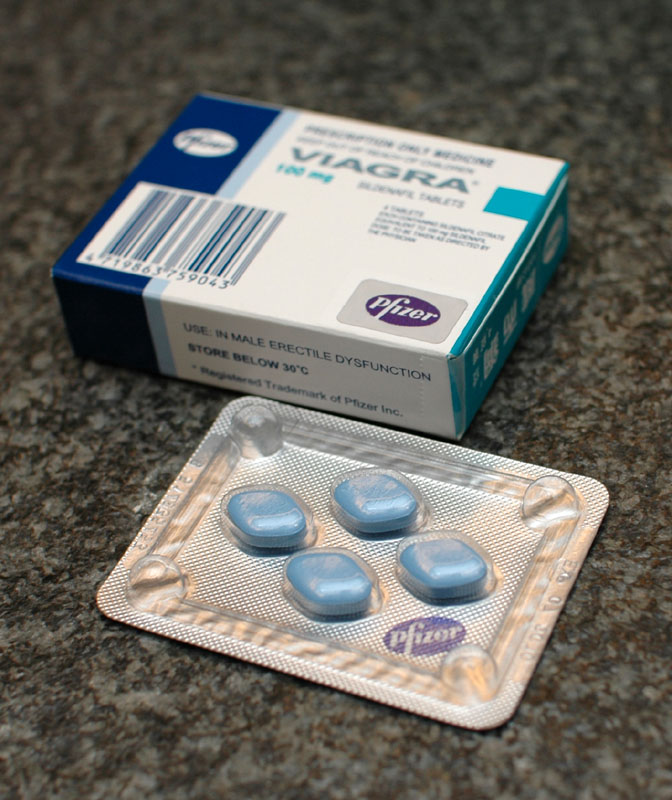
Un paquet contenant du Viagra (sildénafil). Au moment de sa sortie en 1998, c'était le produit pharmaceutique le plus vendu au monde.

Le financement public de la recherche sur la sexualité a diminué dans les années 1990 et 2000, période où les fonds privés ont orienté l'attention de la recherche non médicale en sexologie et sexothérapie vers les essais cliniques, avec un accent mis sur le concept de dysfonctionnement sexuel dans le cadre d'un modèle épidémiologique simplifié. Le Viagra et d'autres produits destinés aux troubles sexuels, appelés sexuopharmaceutiques, ont engendré de nouvelles formes de marketing spécialisées, utilisant une rhétorique néolibérale qui présente les consommateurs comme des « sujets sexuels responsables, informés et ambitieux ». Le Viagra et d'autres produits pharmaceutiques similaires ont été promus à travers des images médiatiques, au point de devenir une icône culturelle, un phénomène alors relativement nouveau. Bien qu'ils n'aient été autorisés qu'aux États-Unis et en Nouvelle-Zélande, leur influence a contribué de manière significative aux normes concernant la sexualité masculine. Un auteur note que bien que l'effet du Viagra se limite uniquement aux vaisseaux sanguins du pénis, les publicités utilisent régulièrement des images de couples s'embrassant, souriant et dansant, l'auteur affirmant que les sociétés pharmaceutiques ont agi de manière trompeuse dans l'utilisation de telles publicités.
Les critiques de cette médicalisation de la sexualité existaient avant la sortie du Viagra et ont suivi dans les années 2010, notamment en ce qui concerne la sexualité féminine,. Un des points importants de la critique de la médicalisation de la sexualité est que la tendance au réductionnisme biologique ne tient généralement pas compte des facteurs socioculturels contribuant à la sexualité humaine,. À l'époque de ces critiques, les recherches sur le dysfonctionnement sexuel féminin (DSF) se sont considérablement intensifiées. Une publication majeure de 1999 affirmait que « le dysfonctionnement sexuel féminin est dépendant de l'âge, progressif et très répandu, affectant 30 à 50 % des femmes », ce qui, selon une étude ultérieure de 2012, représente la première définition complète du DSF en tant que trouble.
Dans certains domaines, la recherche en sexologie et en physiologie sexuelle a bénéficié de l’intérêt et du financement des sociétés pharmaceutiques, ce qui a permis de soutenir la recherche sur les évaluations psychologiques de la santé sexuelle et de promouvoir la médecine fondée sur des preuves dans la recherche et la pratique. La médicalisation de la sexualité a également contribué à rendre l’accès aux soins de santé sexologiques moins stigmatisé dans les pays développés, bien que cela soit accompagné d'attentes sociales en matière de performances sexuelles et de discrimination liée à l'âge, en raison du déclin naturel de la fonction sexuelle. Les résultats de l'étude révèlent également que les hommes manifestent fréquemment une certaine réticence à recourir aux ISRS pour traiter la dysfonction érectile, suggérant ainsi l'importance de disposer d'options thérapeutiques pharmaceutiques alternatives.

### Criminologie
À la fin des années 1990 et au début des années 2000, la psychiatrie et la sexologie jouaient également un rôle de plus en plus prépondérant dans les processus de justice pénale et de science médico-légale. Cela inclut l'utilisation du fichier des auteurs d'infractions sexuelles et l'évaluation par des psychiatres et des psychologues des individus devant les tribunaux ou en prison, afin d'évaluer leur stabilité mentale et le risque de récidive. Aux États-Unis et en Grande-Bretagne, ces évaluations revêtaient une grande importance, car elles pouvaient être utilisées pour maintenir indéfiniment en détention des individus après l'expiration de leur peine, si l'expert estimait qu'une récidive était probable,. Les traitements comportementaux pour les délinquants sexuels à partir des années 1990 comprenaient la thérapie par aversion, la thérapie de satiété (destinée à réduire l’excitation par une surexposition à des fantasmes déviants) et la thérapie cognitivo-comportementale. Les traitements biomédicaux comprenaient des suppresseurs d'hormones tels que l'acétate de médroxyprogestérone (AMP), normalement utilisé pour le contrôle des naissances, et la leuproréline, utilisée en temps normal comme traitement contre le cancer. Une étude de 2015 a montré que, bien que ces traitements demeuraient en usage, l'AMP n'était pas approuvé par la Food and Drug Administration pour induire l'impuissance chez les hommes, et que les preuves disponibles à l'époque concernant les traitements comportementaux et pharmaceutiques pour les délinquants sexuels étaient limitées.

### Homosexualité
Alors que la culture occidentale du XIXe siècle évoluait de l'autorité religieuse vers l'autorité laïque, l'homosexualité commença à être examinée de manière plus approfondie par la loi, la médecine, puis par la psychiatrie, la sexologie et les mouvements militants pour les droits de l'homme. Le terme « homosexualité » fut utilisé pour la première fois dans un contexte médical en 1869 par le médecin hongrois Karl-Maria Kertbeny, qui s'opposa aux lois et aux sanctions sévères contre la sodomie inscrites dans le code juridique prussien. Il a soutenu qu'il était injustifié de traiter l'homosexualité comme un crime, estimant que celle-ci était congénitale (c'est-à-dire innée) plutôt qu'acquise. Cela est considéré comme la première description de l'homosexualité en tant que trouble médicalisé. Avant l'inclusion de l'homosexualité dans le DSM-1 de 1952, puis dans le DSM-2 de 1968, en tant que trouble mental, l'homosexualité a d'abord été classée comme « personnalité psychopathique » et « sexualité pathologique » dans la nomenclature standard des maladies en 1935.
L'un des auteurs les plus influents du XIXe siècle sur la médicalisation de l'homosexualité était Richard von Kraft-Ebbing à travers son livre de 432 pages Psychopathia Sexualis,. Kraft-Ebbing a également soutenu que, étant donné l'idée que l'homosexualité et d'autres « anomalies sexuelles » étaient innées, elles devaient être abordées de manière thérapeutique plutôt que punitive. Cependant, Sigmund Freud décrivait l'homosexualité comme une variation sexuelle naturelle, considérant l'homoérotisme comme une composante d'un développement sexuel « normal ». Dans les années 1940, les disciples de Freud, tels qu'Edmund Bergler, Irving Bieber et Charles W. Socarides, ont adopté une approche différente, requalifiant l'homosexualité en tant que trouble psychiatrique et lui attribuant des stéréotypes négatifs, employant des termes tels que « mégalomane, avec une malice flottante, un manque de fiabilité et une suffisance ». Ils considéraient l'homosexualité comme une maladie et une perversion, affirmant que tous les homosexuels éprouvaient un profond sentiment de culpabilité à cet égard. En conséquence, une description détaillée de l'homosexualité, la définissant clairement comme un trouble médical, fut intégrée au DSM-2 en 1968, remplaçant ainsi la simple mention qui y figurait précédemment.
La médicalisation de l'homosexualité et sa visibilité publique ont atteint leur apogée dans les années 1950 et 1960 aux États-Unis, et dans une moindre mesure au Royaume-Uni, alors que les mouvements de libération gay se livraient à une concurrence politique avec les psychiatres et d'autres partisans de la médicalisation de l'homosexualité. Jusque dans les années 1970, les psychiatres qui révélaient leur homosexualité risquaient de perdre leur emploi et de se voir retirer leur licence médicale. Ces manifestations sont historiquement perçues comme une réaction principalement aux études de Bieber en 1965, puis de Socarides en 1972, qui soutenaient que l'homosexualité était un trouble anormal. Les recherches de Socarides ont été publiées dans le cadre de sa nouvelle fonction de président du groupe de travail sur l'homosexualité, créé par la branche du comté de New York de l'American Psychiatric Association (APA).
L'une des manifestations les plus marquantes eut lieu en 1972, lorsqu'un psychiatre récemment licencié en raison de la stigmatisation de son homosexualité, John E. Fryer, monta sur scène sans prévenir lors d'une conférence de l'APA sous le pseudonyme de « Dr H. Anonymous », qu'il élargit plus tard à « Dr Henry Anonymous ». Fryer apparut portant un masque en caoutchouc de type farces et attrapes, souvent décrit comme un masque de Richard Nixon, bien qu'il ait probablement été modifié par rapport à son modèle d'origine. Fryer a déclaré : « Je suis homosexuel. Je suis psychiatre », puis il a expliqué les problèmes liés à la médicalisation de l'homosexualité par l'APA. L'homosexualité a été retirée du DSM en 1973, un an après le discours de Fryer – ce qui a conduit le Philadelphia Bulletin, aujourd'hui disparu, à publier le titre « Les homosexuels obtiennent une guérison instantanée », – et le discours de Fryer a été cité comme un facteur clé pour persuader la communauté psychiatrique de prendre cette décision.
Bien que le terme « homosexualité » ait été retiré du DSM, la condition sous-jacente restait toujours pathologisée. Afin de satisfaire à la fois les militants homosexuels et les partisans de l'homosexualité en tant que diagnostic, un trouble appelé « trouble de l'orientation sexuelle » a été introduit dans une réimpression du DSM-2 pour le remplacer. En 1980, le DSM-3 a remplacé le trouble par « orientation sexuelle égo-dystonique » et l'a reclassé dans une nouvelle catégorie de « troubles psychosexuels ». Le DSM-3-R de 1987 a éliminé toute référence directe à l'homosexualité, remplaçant l'EDH par « trouble sexuel non spécifié ailleurs », défini comme « une détresse marquée concernant son orientation sexuelle ». Cette expression a été finalement supprimée dans le DSM-5 en 2013, sans être remplacée.
Les différentes expressions de non-hétérosexualité sont désormais largement reconnues comme des variations normales de la sexualité humaine, bien que la discrimination persistante continue de nuire à la santé mentale de cette population. Cette corrélation persistante entre les problèmes de santé mentale et l'homosexualité a alimenté la médicalisation de l'homosexualité, comme en témoigne l'affaire de l'American Counselling Association et de l'Australian Psychological Society vers 2007.

### Sexualité des personnes transgenres
À partir des années 1950, les cliniciens et les chercheurs ont développé diverses classifications du transsexualisme. Ces différences étaient basées sur l'orientation sexuelle, l'âge d'apparition et le fétichisme. Dès les années 1960, sous l'influence de Harry Benjamin, la sexualité des personnes transféminines a été médicalisée et perçue comme pathologique, au point que la sexualité des personnes transsexuelles était considérée comme un élément central dans le processus diagnostique. Au début, ces classifications répartissaient généralement les femmes transgenres en deux catégories : les « transsexuels homosexuels » si elles étaient attirées par les hommes, et les « travestis fétichistes hétérosexuels » si elles étaient attirées par les femmes.
En 1982, Kurt Freund a élargi ses recherches en se concentrant sur l'attirance sexuelle. Dans les années 1980 et 1990, Ray Blanchard a développé une typologie psychologique de la dysphorie de genre, du transsexualisme et du travestisme fétichiste à travers une série d'articles académiques, introduisant le terme « autogynéphilie » dans cette typologie. Ces travaux ont été critiqués comme étant de la mauvaise science, en raison de leur incapacité à définir de manière suffisamment opérationnelle leurs concepts et sont, de plus, infalsifiables. Elles ont également été critiquées pour leur manque de reproductibilité et pour l’absence d’un groupe témoin de femmes cisgenres, alors que les partisans de la typologie ont nié ces allégations,.
Le trouble de l’identité de genre (TIG) et le trouble de l’identité de genre de l’enfance (TIGE) ont été introduits dans le DSM-3 en 1980. Lors de la phase de rédaction interne, des critiques ont été émises par des membres féministes de l'APA, qui soutenaient que les recherches menées sur les personnes assignées de sexe masculin à la naissance (AMAB) ne s'appliquaient pas à celles assignées de sexe féminin à la naissance (AFAB). En réponse, des normes distinctes ont été établies entre les enfants AMAB et AFAB, les enfants AFAB étant exclus du diagnostic de TIGE si leur transition était motivée par les « avantages perçus » d'être un homme. Toutefois, aucune recherche antérieure n’a été citée pour démontrer un lien entre la non-conformité de genre et l'homosexualité. Une enquête ultérieure menée par Jem Tosh a révélé que le TIGE reposait sur des recherches supposant que traiter la non-conformité de genre chez les enfants AMAB féminins éviterait qu'ils ne deviennent homosexuels à l'âge adulte, cette orientation étant jugée plus difficile à modifier. Ce raisonnement, qui relie la non-conformité de genre et l’homosexualité à un développement principalement infantile, a été avancé pour justifier l’intervention des parents, leur permettant ainsi d'imposer de tels traitements aux enfants. Cela a été qualifié de « recyclage » de l’homosexualité sous la forme de nouveaux troubles médicalisés, tels que le GID et le GIDC. Bien que le nom et les critères diagnostiques aient évolué, les mêmes comportements homosexuels et non conformes au genre ont été médicalisés tout au long de ce processus.
Les groupes responsables de la révision des troubles de l'identité sexuelle dans la 10e édition de la Classification internationale des maladies (CIM-10) et du DSM-IV, et de leur mise à jour dans le DSM-5, comprenaient les experts Jack Drescher et Peggy Cohen-Kettenis. Étant donné que la CIM ne se limite pas aux troubles psychiatriques comme le DSM, il a été suggéré que cette révision de la CIM pourrait offrir l'opportunité de démédicaliser le transsexualisme en le classant dans une catégorie non psychiatrique, tout en permettant aux assureurs de couvrir les traitements dans les systèmes de santé. Cependant, l'Organisation mondiale de la santé (OMS) a choisi de créer une nouvelle catégorie pour les troubles mentaux généraux et les affections associées, intitulée « affections liées à la santé sexuelle ». Bien que distincte des catégories psychiatriques, certains ont estimé que cette reclassification des personnes transgenres et de genres divers sous la rubrique « santé sexuelle » était contre-productive, en raison du fondement discutable de l'établissement de la sexualité et des paraphilies comme causes de la diversité de genre.
Une étude menée en 2020 a révélé que la majorité des recherches se sont concentrées sur les variations du désir sexuel ou du potentiel orgasmique avant et après les soins de santé pour les personnes transgenres, notamment en ce qui concerne les rapports sexuels avec pénétration, sans se pencher sur l'expérience du plaisir sexuel. Il a été suggéré que ce biais dans la recherche renforce un modèle restreint et médicalisé de la sexualité des personnes transgenres, focalisé sur des actes sexuels individuels qui ne reflètent pas la réalité de l'ensemble de la population étudiée.

### VIH
La prévention du VIH a été considérée comme l’une des principales formes de médicalisation de la sexualité au XXe siècle, et en 2017 même, la médicalisation continue d’être un facteur dominant autour du VIH. La chimioprévention, ou chimioprophylaxie, consiste à administrer des médicaments afin de prévenir une maladie chez une personne non encore atteinte. En 2023, la chimioprévention demeure une approche controversée pour la prévention du VIH. Depuis le milieu des années 2000, les recommandations et politiques médicales ont généralement favorisé la chimioprévention du VIH, remplaçant ainsi les stratégies de prévention comportementale, comme l'utilisation du préservatif et le coït interrompu, par l'administration de médicaments. Cette méthode a été critiquée pour son efficacité douteuse et ses effets secondaires nocifs,.
La médicalisation du VIH a eu des répercussions sociales, en plus de supplanter les méthodes de prévention traditionnelles. La notion de prévention des risques a progressivement été remplacée par celle de réduction des risques, c'est-à-dire des traitements visant à diminuer l'incidence plutôt qu'à la prévenir complètement. Cette approche, largement adoptée dans la recherche sur le VIH, a toutefois conduit à des résultats d'étude parfois trompeurs et non généralisables. Il a été avancé que la médicalisation du VIH avait un effet dissuasif sur le débat public, ce qui accroît également la stigmatisation des personnes diagnostiquées. La chimioprévention du VIH a également été utilisée pour justifier une surveillance médicale accrue ou un contrôle de la sexualité.

### Personnes intersexuées
La chirurgie médicale visant à conformer les corps intersexués à une binarité de genre existe depuis le 19e siècle et a été façonnée par la médicalisation de l'homosexualité et de la transsexualité,. De telles interventions chirurgicales ont été justifiées en faisant valoir qu’elles améliorent la fonction sexuelle. Depuis le milieu du XXe siècle, les personnes intersexuées ont souvent fait l'objet d'expérimentations psychologiques pour étudier la sexualité.

### Personnes âgées
Aux XIXe et XXe siècles, il était largement accepté que les personnes âgées devenaient asexuées. Cependant, jusqu'au XXe siècle, le discours médical était divisé sur la question de savoir si une vie sexuelle à un âge avancé était importante, saine ou souhaitable. Avec l'évolution de la sexologie, de la biomédicalisation et de l'industrie pharmaceutique, cette perception a changé. Les personnes âgées sont devenues un marché médicalisé pour les traitements contre les dysfonctionnements sexuels, notamment après l'apparition du Viagra et d'autres produits pharmaceutiques similaires,.

## Critique
« En sexuomédecine, une grande part de l'attention est consacrée à rendre le pénis rigide et le vagin lubrifié, bien plus qu'à l'évaluation ou à l'éducation sur des aspects essentiels de la sexualité tels que les motivations, les scénarios, le plaisir, le pouvoir, l'émotion, la sensualité, la communication ou la connexion. La recherche s'enrichit de plus en plus de connaissances sur des détails anatomiques mineurs, tandis que le grand public demeure limité à des idées populaires ou des savoirs communs concernant l'influence de la psychologie, de la classe sociale, de l'éducation, des pressions culturelles et des médias sur la sexualité. Ce déséquilibre dans la recherche mène à un public constamment vulnérable, anxieux et facile à exploiter, devenant ainsi le marché idéal pour la vente de médicaments soi-disant miraculeux. »

— Leonore Tiefer, A New View of Women's Sexual Problems: Why New? Why Now?
Les critiques de la médicalisation de la sexualité sont multiples. L'une des objections les plus courantes réside dans le fait que le réductionnisme biologique, ainsi que d'autres principes associés à la médicalisation, à l'individualisme et au naturalisme, omettent généralement de prendre en compte les facteurs socioculturels qui influencent la sexualité humaine,. La médicalisation de la sexualité a été reprochée de présenter une vision trop restreinte et de jouer un rôle normatif, visant à réguler l'expression sexuelle. Le principe naturaliste de la médicalisation de la sexualité est perçu comme une force uniformisante, qui remplace ou minimise la valeur de la diversité des cultures sexuelles au profit d'attentes homogènes concernant le fonctionnement génital. En comparaison, après avoir rassemblé des chercheurs en sciences sociales et des cliniciens critiques, et présenté les résultats lors de la conférence du Female Sexual Forum à l'Université de Boston, l'auteur observe que les plaintes sexuelles des femmes sont influencées par une combinaison de « facteurs émotionnels, physiques et relationnels », plutôt que par un simple dysfonctionnement physique.
Dans les années 2010, les recherches scientifiques et technologiques ont servi à critiquer les effets de la médicalisation de la sexualité, soutenant que l’autorité médicale ne devrait pas avoir le pouvoir de définir ce qui constitue une sexualité respectable ou mature. On l'a également décrit comme renforçant les normes masculines et hétéromasculines, y compris les concepts britanniques de l'homme nouveau (New Man) et de la culture des garçons (lad culture).
Le néolibéralisme inhérent à la médicalisation de la sexualité a fait l’objet de nombreuses critiques[réf. nécessaire]. Un auteur affirme : « Associer les médicaments aux facteurs de risque et abaisser les seuils pour les conditions « à risque » pave la voie à une expansion pharmaceutique de la maladie en réponse à l'inconfort ». Les troubles sexuels, tels que la dysfonction érectile, ont été utilisés comme indicateurs de la santé générale des patients. Par exemple, la dysfonction érectile peut souvent être le premier signe d'artériosclérose en raison de la restriction du flux sanguin. Bien que cela puisse être bénéfique en facilitant la détection précoce de problèmes médicaux graves, ce type de « jauge de santé pénienne » est perçu comme ayant une incitation perverse, entraînant une surveillance de plus en plus intrusive, voire obligatoire, des patients. Les sexologues comme John Bancroft sont très critiques à l’égard de la médicalisation de la sexualité.
À la suite de la sortie et de la popularité du Viagra en 1998, une critique sévère a été émise concernant le manque d'attention similaire portée à la sexualité féminine,. De même, la recherche sur le VIH/SIDA a été critiquée comme un facteur central de la médicalisation, entraînant une surveillance accrue des patients. L'historienne du sida Sarah Schulman écrit que les femmes étaient systématiquement exclues des essais expérimentaux de médicaments contre le VIH(pp18–19). Une autre étude de cas a révélé que même au sein de grandes organisations LGBT aux États-Unis, telles que Bienestar, disposant de ressources substantielles pour soutenir les personnes vivant avec le VIH/SIDA, les modèles médicaux de la sexualité et de la prévalence de la maladie étaient fréquemment utilisés pour justifier la discrimination sexiste dans l'emploi et un soutien nettement disproportionné aux programmes destinés aux hommes homosexuels, au détriment de ceux adressés aux femmes(p104).
Contrairement à la pénurie de recherches pharmaceutiques sur les femmes à la fin des années 1990, une étude de 2002 a révélé que les modifications génitales médicalement non nécessaires ciblaient de manière disproportionnée les femmes, notamment aux États-Unis, et renforçaient des normes néfastes liées aux attentes concernant l'apparence et le corps féminin. Selon les auteurs, « en incitant les femmes à ressembler aux modèles des pages centrales de Playboy et les hommes à poursuivre une perfection priapique, nous contribuons à ce que l'on appelle la "tyrannie de la sexualité génitale" ». Un auteur écrivait en 2001 que l'usage de produits pharmaceutiques pour améliorer la performance sexuelle des hommes pourrait entraîner une « régression infinie et comique », car les femmes en couple avec ces hommes faisaient état de plaintes liées à l'irritation génitale, lesquelles ne pouvaient être soulagées que si ces femmes choisissaient d'utiliser elles-mêmes des lubrifiants vaginaux. Un autre auteur affirme que le faible désir sexuel féminin, en particulier, est perçu comme une partie normale de la vie, étant intrinsèquement socioculturel plutôt que médical. Il soutient également que le fait de le qualifier de maladie relève en partie d'une recherche de profit financier.